# Lu Ji (Shiheng)
|  | Per altres persones anomenades igual, vegeu Lu Ji (desambiguació.) |

En aquest nom xinès, el cognom és Lu.
Lu Ji (261–303), nom estilitzat Shiheng (士衡), va ser un escriptor i un crític literari de Wu Oriental durant el període dels Tres Regnes de la història xinesa.

## Biografia
Lu era un descendent directe dels fundador de Wu Oriental i el fill del general Lu Kang. Després que Wu Oriental va ser subjugat per la Dinastia Jin en el 280, ell es va traslladar juntament amb el seu germà Lu Yun a la capital, Luoyang, on va arribar a ser prominent tant en literatura com en política, sent nomenat president de la universitat imperial. "Ell era massa brillant per a la comoditat dels seus gelosos contemporanis; en el 303 ell, juntament amb els seus dos germans i dos fills, va ser condemnat a mort per una falsa acusació d'alta traïció."
Lu va escriure molta poesia lírica, però és més conegut per escriure fu, una barreja de prosa i poesia. Ell és ben recordat pel Wenfu ("En la literatura"), una peça de crítica literària que exposa coherentment sobre els principis de composició.

## Anotacions
1. ↑  Achilles Fang, citat a Eliot Weinberger (ed.), The New Directions Anthology of Classical Chinese Poetry (New Directions, 2003: ISBN 0811215407), p. 240.